# 小行星2429
小行星2429（2429 Schürer）是一颗围绕太阳公转的小行星。1977年10月12日，保羅·維爾特在齐美尔瓦尔德发现了此天体。
該小行星以瑞士天文學家馬克思·舒勒Max Schürer）命名。
这颗小行星的绝对星等为29.31728等。